# Barrio (Vega de Liébana)
Barrio es una localidad perteneciente al municipio de Vega de Liébana (Cantabria, España). Está situado a 741 metros de altitud en la vertiente de una gran montaña, siendo uno de los pueblos más elevados del valle. Dista seis kilómetros de la capital municipal, La Vega. En 2008 tenía una población de 56 habitantes (INE).
La iglesia parroquial de San Martín tiene un retablo de 1760 e imágenes de Santa Lucía (siglo XVII) y San Antón; hay dos ermitas: la de Nuestra Señora de la O y la de Nuestra Señora de los Remedios (1725)particular. En una de las casas de la localidad, situada en la parte más alta del pueblo y que es de ca.1600 puede verse el escudo de armas de los del Campillo en campo azul  un lucero y dos estrellas en la que se lee la siguiente inscripción: Campillo pues que saliste al campo por las doncellas seguro puedes pintar un lucero y dos estrellas.